# Triumph 2000

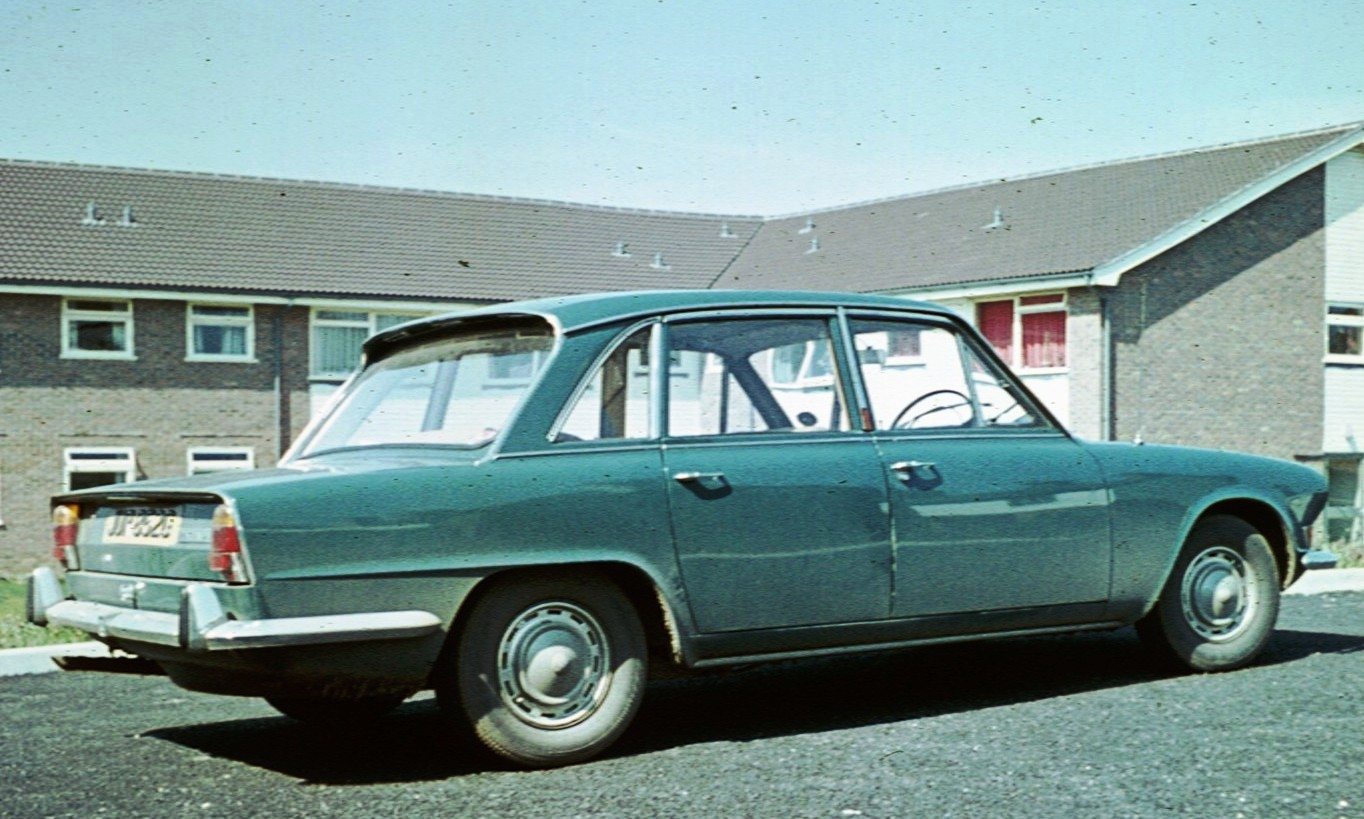
Triumph 2000 Mk I

Triumph 2000/2500 är en personbil, tillverkad av den brittiska biltillverkaren Triumph mellan 1963 och 1977.

## Bakgrund
Standard-Triumph hade börjat arbeta med en efterträdare till Standard Vanguard i slutet av femtiotalet. De första skisserna byggde vidare på idéerna från Triumph Herald med separat ram och transaxel. Företaget saknade resurser att själva ta fram en ny bil, men sedan Leyland Motors kommit in som ägare 1961 tog projektet fart. Leyland beslutade att märket Standard skulle få somna in och den nya bilen blev en Triumph.
Planeringen började om från början och den nya bilen fick självbärande kaross, ritad av Giovanni Michelotti och individuell hjulupphängning med skruvfjädrar runt om. Den enda del som övertogs från företrädaren var den sexcylindriga motorn som suttit i de sista Vanguard-bilarna.
Triumph 2000 kom under hela sin livstid att konkurrera främst med Rovers P6-modell. Situationen blev riktigt komplicerad när Leyland köpte även Rover 1966. På sjuttiotalet drog Rover det längsta strået när British Leyland beslutade att efterträdaren till de två modellerna skulle säljas under Rover-namnet.

## Mk I
Triumph 2000 introducerades på London Motor Show 1963. Två år senare kom en kombi-version med kaross från Carbodies. 1968 kompletterades programmet av 2.5 PI, med insprutningsmotorn från TR5:an.
Produktionen uppgick till 129 674 exemplar.

## Mk II
1969 kom den ansiktslyftna Mark II-modellen. Michelotti hade ritat om front och akter så de förebådade den kommande GT-vagnen Stag. Insprutningsmotorn drabbades av dåligt rykte på grund av problem med tillförlitligheten och därför kompletterades programmet 1974 av 2500 TC med tvåförgasarmotor. 1975 försvann PI-modellen och ersattes av 2500 S, med en starkare version av TC-motorn. Den hade bland annat större hjul och krängningshämmare från Stag-modellen.
Produktionen uppgick till 194 978 exemplar.

## Motor
Den sexcylindriga stötstångsmotorn hade utvecklats av Standard-Triumph i slutet av femtiotalet och användes redan i den sista versionen av Standard Vanguard. 
| Modell  | Motor              | Cylindervolym | Effekt | Bränslesystem              |
| ------- | ------------------ | ------------- | ------ | -------------------------- |
| 2000    | 6-cyl radmotor ohv | 1998 cm³      | 90 hk  | Dubbla Stromberg förgasare |
| 2.5 PI  | 6-cyl radmotor ohv | 2498 cm³      | 132 hk | Lucas bränsleinsprutning   |
| 2500 TC | 6-cyl radmotor ohv | 2498 cm³      | 99 hk  | Dubbla SU förgasare        |
| 2500 S  | 6-cyl radmotor ohv | 2498 cm³      | 106 hk | Dubbla SU förgasare        |